# اليوغا كونغ فو (فلم)
اليوغا كونغ فو (بالإنجليزية: Kung Fu Yoga) هو فيلم هندي - صيني كوميدي مغامرات وحركة أُنتج عام 2017 من إخراج ستانلي تونج، وبطولة جاكي شان، إمرا داستور، سونو سود، ديشا باتاني وعارف رحمن.

## القصة
يتحد عالم الآثار الصيني جاك (جاكي شان) مع البرفيسورة الهندية الفاتنة أشميتا (ديشا باتاني) ومساعدتها كايرا (أميرا داستور) في سبيل البحث عن كنز قديم مفقود، وتأخذهم هذه المهمة في رحلة من إحدى الكهوف الجليدية بالتبت إلى مدينة دبي ووصولًا إلى معبد كائن في إحدى الجبال الهندية.

## بطولة
- جاكي شان (جاك)
- إمرا داستور (كايرا)
- سونو سود (راندال)
- ديشا باتاني (أشميتا)
- لاي زانغ (EXO Lay)

## طاقم العمل
- ستانلي تونج (مؤلف)
- ستانلي تونج (مخرج)
- وينج هانج وونج (تصوير)
- جاكي شان (منتج منفذ)
- ناثان وانج (موسيقى)
- زانغ ييشينغ (موسيقي)

## التصوير
بدأ التصوير الرئيسي في بكين في سبتمبر 2016، قبل أن ينتقل إلى شيان ودبي في 27 سبتمبر 2016 وانتهى تصويره في 30 أكتوبر 2016. ثم استمر التصوير في بكين والهند في ديسمبر 2016. كما صُور في أيسلندا.

## روابط خارجية
- مقالات تستعمل روابط فنية بلا صلة مع ويكي بيانات